# Lophiotoma millepunctata
Lophiotoma millepunctata är en snäckart som först beskrevs av G.B. Sowerby III 1908.  Lophiotoma millepunctata ingår i släktet Lophiotoma och familjen Turridae. Inga underarter finns listade i Catalogue of Life.